# Tartar Lamb
Tartar Lamb ist eine 2006 gegründete Dark-Jazz-Band.

## Geschichte
Toby Driver gründete Tartar Lamb als Nebenprojekt zu Kayo Dot gemeinsam mit Mia Matsumiya. Als von ihm angestrebtes Ziel wurde die Gruppe als Duo für E-Gitarre und Violine mit Gastmusikern angelegt. Das Debütalbum Sixty Metonymies erschien 2007 über Drivers Label Ice Level Music. Als Gäste wurden der Trompeter Tim Byrnesund der Schlagzeuger Andrew Greenwald in die Produktion eingebunden. Kritiker bewerteten das Album eher mittelmäßig bis schlecht.
Im Jahr 2011 veröffentlichte Driver als Tartar II zwei Alben. Auf beiden Alben wurde Matsumiya als Gastmusikerin benannt. Polyimage of Known Exits erneut über Ice Level Music und das per Crowdfunding-Kampagne finanzierte Krakow über das Independent-Label Instant Classic. Krakow dokumentierte dabei einen während einer Europatournee im Frühjahr 2011 in Krakau aufgenommenen Auftritt der Gruppe. Beide Veröffentlichungen wurden von Kritikern positiv aufgenommen.

## Stil
Die Musik von Tartar Lamb wird als „minimalistisches, avantgardistisches, experimentelles sowie zeitgenössisch atonales und klassisches Werk“ umschrieben, dabei sei die Musik „kalt und trostlos“. Als weitere Stilverortung wird die Gruppe als moderne und düstere Kammermusik der Progressive-Rock-Szene bezeichnet. Dabei werden Vergleiche zu Art Zoyd und Univers Zéro bemüht. Als weitere Vergleichsgröße wird die Dark-Jazz-Gruppe Bohren & der Club of Gore herangezogen. Dabei lehne sich die Musik besonders in ihrer langsamen und repetitiven Arrangement an der Stimmung der Mülheimer Band an.

## Diskografie
- 2007: Sixty Metonymies (Album, Ice Level Music)
- 2011: Polyimage of Known Exits (Album, Ice Level Music)
- 2011: Krakow (Split-Live-Doppelalbum mit Kayo Dot, Instant Classic)